# Rothsay
Rothsay ist eine Kleinstadt (mit dem Status „City“), die zu gleichen Teilen im Otter Tail und im Wilkin County im US-amerikanischen Bundesstaat Minnesota liegt. Das U.S. Census Bureau hat bei der Volkszählung 2020 eine Einwohnerzahl von 498 ermittelt.

## Geografie
Rothsay liegt im Westen Minnesotas, unweit der Grenze zu North Dakota. Die geografischen Koordinaten von Rothsay sind 46°28′30″ nördlicher Breite und 96°16′50″ westlicher Länge. Das Stadtgebiet erstreckt sich über eine Fläche von 2,28 km².
Benachbarte Orte von Rothsay sind Pelican Rapids (26 km nordöstlich), Erhard (15,6 km östlich), Elizabeth (17,9 km südöstlich), Foxhome (25,8 km südlich) und Barnesville (25,8 km nordwestlich).
Die nächstgelegenen größeren Städte sind Fargo in North Dakota (68,3 km nordwestlich), Duluth am Oberen See (369 km östlich), Minneapolis (313 km südöstlich), Minnesotas Hauptstadt Saint Paul (334 km in der gleichen Richtung) und Sioux Falls in South Dakota (381 km südlich).

## Verkehr
Die wichtigste Verkehrsader für den Straßenverkehr ist die Interstate 94 und der hier deckungsgleich verlaufende U.S. Highway 52. Alle weiteren Straßen sind untergeordnete Landstraßen, teils unbefestigte Fahrwege sowie innerörtliche Verbindungsstraßen.
Durch Rothsay verläuft eine Eisenbahnstrecke der BNSF Railway.
Die nächsten größeren Flughäfen sind der Hector International Airport in Fargo (77,3 km nordnordwestlich) und der Minneapolis-Saint Paul International Airport (336 km südöstlich).

## Geschichte
Im Jahr 1879 wurde eine Eisenbahnstrecke gebaut, wodurch weiße Siedler in wachsender Zahl in die Gegend kamen. Eine Poststation wurde 1880 eingerichtet. Rothsay wurde im Jahr 1883 als selbstständige Kommune inkorporiert. Benannt wurde der Ort nach der Stadt Rothesay in Schottland.

## Demografische Daten
Nach der Volkszählung im Jahr 2010 lebten in Rothsay 493 Menschen in 211 Haushalten. Die Bevölkerungsdichte betrug 216,2 Einwohner pro Quadratkilometer. In den 211 Haushalten lebten statistisch je 2,34 Personen.
Ethnisch betrachtet setzte sich die Bevölkerung zusammen aus 98,8 Prozent Weißen, 0,8 Prozent amerikanischen Ureinwohnern sowie 0,4 Prozent Asiaten. Unabhängig von der ethnischen Zugehörigkeit waren 0,2 Prozent (eine Person) der Bevölkerung spanischer oder lateinamerikanischer Abstammung.
25,8 Prozent der Bevölkerung waren unter 18 Jahre alt, 58,4 Prozent waren zwischen 18 und 64 und 15,8 Prozent waren 65 Jahre oder älter. 48,7 Prozent der Bevölkerung war weiblich.
Das mittlere jährliche Einkommen eines Haushalts lag bei 44.375 USD. Das Pro-Kopf-Einkommen betrug 18.840 USD. 12,7 Prozent der Einwohner lebten unterhalb der Armutsgrenze.